# Andries Jonker
Andries Jonker, né le 22 septembre 1962 à Amsterdam, est un footballeur néerlandais devenu entraîneur.

## Biographie
Andries Jonker ne fut jamais joueur professionnel, il commence sa carrière d'entraîneur en 1997 dans le club du FC Volendam.
De 2002 à 2003 au FC Barcelone puis à partir de 2009 au Bayern Munich, il est l'assistant de l'entraîneur néerlandais, Louis van Gaal. Lorsque ce dernier est limogé du club bavarois en avril 2011, il est nommé entraîneur de l'équipe première jusqu'à la fin de la saison. Il sera ensuite responsable de l'équipe de réserve du Bayern Munich, qui évoluera en quatrième division pour la saison 2011-12, avec pour mission de la faire remonter en troisième division.